# Xun Yu
Xun Yu, ou 荀彧 anciennement orthographiés Hiun Yu / Hsün Yü en pinyin, est un conseiller militaire chinois de la fin de la dynastie Han, ayant vécu de 163 (du calendrier occidental actuel), né à Yingyin ou Xuchang, à octobre 212 de sa mort vers Shouchun.
Son prénom social est Wenruo / 文若, il est connu au Japon sous le nom de Jun'in Bunjaku et en Corée sous celui de Sunwug Munyag / 순욱 문약.
Xun Yu est l'un des conseillers les plus importants du seigneur de guerre Cao Cao qu'il sert à partir de 191 (il travaille auparavant pour Yuan Shao). Ses conseils avisés permettent au premier de jeter les bases de ce qui formera le royaume de Wei.

## Biographie

### Débuts
Xun Yu naît vers 163 à Yingyin (潁陰), dans le district de Yingchuan (潁川) qui correspond à l'actuel comté de Yu dans le Henan. 
Il est le petit-fils de Xun Shu (荀淑), un préfet de Langling aux huit fils surnommés les « huit dragons ». Son père Xun Gun (荀緄) est un chancelier de Ji'nan et son oncle Xun Shuang (荀爽) un ministre du Travail.
Xun Yu jeune se rend célèbre par différentes aptitudes, jusqu'à impressionner He Yong de Nanyang qui se serait exclamé à son propos : « Il a le talent pour assister un roi ! ».
La chronique du Dian Lüe témoigne de Xun Yu comme d'un très bel homme. Ce trait absent de sa biographie officielle est repris dans d'autres sources : il y est fait allusion par exemple dans la Biographie de Mi Heng de Pingyuan (平原禰衡傳). Son épitaphe (tombale) aurait également fait mention d'une « beauté extraordinaire ».
Le Dian Lüe évoque en outre que Xun Yu est ridiculisé par son père lorsque celui-ci accepte en son nom de le marier à une fille de Tang Heng, un intendant du palais à qui Xun Guo voue une grande admiration. Cet épisode ou ses conséquences semble(nt) cependant inventé(es) de toutes pièces et a / ont été remis(es) en cause par l'historien Pei Songzhi qui argue que puisque Tang Heng meurt en 164, lorsque Xun Yu n'a qu'un ou deux ans, quand bien même il aurait été fiancé cela aurait été de peu de conséquence une fois qu'il serait arrivé à l'âge adulte.
En 189 Xun Yu est recommandé pour sa piété filiale et son incorruptibilité et reçoit un poste de magistrat des gardes du palais (守宮令), mais peu après, lors de la rébellion de Dong Zhuo, il est écarté de la capitale et rétrogradé en tant que magistrat de Kangfu (亢父令). Cet affront l'incite à quitter son poste et à revenir vers son district natal de Yingchuan. Prévoyant que la guerre allait ravager Yingchuan, il tente de convaincre les anciens de quitter la région mais échoue, et seule sa famille accepte de déménager avec lui vers la province de Ji. Xun Yu pense initialement briguer un poste auprès de Han Fu, le protecteur de Ji, mais alors qu'il est en route, Han Fu est renversé par Yuan Shao, un puissant seigneur de guerre du nord. Yuan Shao accueille Xun Yu généreusement et l'embauche en 191, avec son jeune frère, Xun Chan, ainsi que ses compatriotes Xin Ping et Guo Tu.
Xun Yu ne se plaît pas auprès de Yuan Shao et en 192 alors que le seigneur de guerre Cao Cao est de passage à Dongjun, il quitte le service de Yuan Shao pour le rejoindre. Cao Cao est particulièrement heureux de pouvoir l'employer et s'exclame : « Voilà mon Zifang ! » et le nomme colonel de la cavalerie (司馬).
À cette époque, Cao Cao fait partie de la coalition contre le tyran Dong Zhuo. Cao Cao demande à Xun Yu son avis sur la question, et celui-ci prévoit la chute prochaine de Dong Zhuo. Peu de temps après, Dong Zhuo envoie un de ses généraux, Li Jue, pour piller le district de Yinchuan. Comme l'avait craint Xun Yu lorsqu'il avait quitté Yingchuan, ses compatriotes restés sur place furent tous massacrés. Finalement, le 22 mai 192, Dong Zhuo est trahi par Lü Bu, son garde du corps, qui l'assassine.

### Rébellion de Zhang Miao
En mai 194, afin de venger la mort de son père, Cao Cao part en campagne contre Tao Qian, le gouverneur de la province de Xu. Il laisse Xun Yu derrière lui dans la ville de Juanchen afin de gérer les affaires domestiques. Entretemps, Zhang Miao, le gouverneur de la province de Yan, se rebelle, ainsi que son conseiller, Chen Gong, et tous deux s'allient au seigneur de guerre Lü Bu. Ceux-ci veulent profiter de l'absence de Cao Cao sur ses terres pour l'attaquer et tentent d'utiliser la ruse pour y parvenir. Ainsi, Zhang Miao envoie à Xun Yu une missive disant : « Le général Lü part aider le seigneur Cao dans sa lutte contre Tao Qian. Je vous prie de lui donner des vivres le plus vite possible. » Tandis qu'à la Cour la plupart des conseillers ne savent pas quoi penser de ceci, Xun Yu comprend que Zhang Miao a l'intention de se retourner contre Cao Cao. Il prépare en conséquence ses troupes et appelle à lui en urgence Xiahou Dun, le grand administrateur de Dongjun.
Cao Cao étant parti en campagne, Xun Yu ne dispose que de peu de troupes pour défendre la capitale. En outre, de nombreux mandarins haut placés semblent être de mèche avec Zhang Miao, si bien que lorsque Xiahou Dun arrive, il doit faire une purge et tuer plusieurs dizaines de conspirateurs pour calmer les ardeurs d'une rébellion éventuelle.
À cette crise s'ajoute l'arrivée soudaine de Guo Gong, l'administrateur de la province de Yu, avec une armée de plusieurs dizaines de milliers d'hommes. En arrivant aux portes de la ville, Guo Gong demande à Xun Yu une audience et Xun Yu consent à aller le rencontrer, mais Xiahou Dun répugne à laisser celui qui est responsable de la province aller à la rencontre de quelqu'un qui pourrait éventuellement être un allié de Lü Bu. Xun Yu répond : « Gong n'a jamais été un proche de Miao et ses associés. S'il est venu si vite à notre rencontre, c'est qu'il n'a pas encore eu le temps de se décider de ses actions à venir. Si je vais lui parler tant qu'il est encore indécis, même si je n'arrive pas à le persuader, au pire il restera neutre. Mais si dès le début nous montrons que nous ne lui faisons pas confiance, de colère il risquerait de se retourner contre nous. »
Lorsque Guo Gong voit Xun Yu venir lui parler sans manifester la moindre nervosité, il en déduit que la ville de Juancheng doit être exceptionnellement bien défendue, et il lève le camp. Xun Yu s'entend ensuite avec Cheng Yu, un autre conseiller de Cao Cao, pour négocier la défense des villes de Fan et Dong'e si bien que les trois villes étaient intactes lorsque Cao Cao revint de sa campagne contre Tao Qian alors que presque toute la province de Yan était tombée sous la coupe de Lü Bu. À son retour, Cao Cao affronte Lü Bu pendant une centaine de jours, puis au mois de septembre les deux armées lèvent le camp, n'ayant plus de vivres.

### Planification de la campagne contre Lü Bu
Vers janvier 195, Tao Qian meurt de maladie et Cao Cao pense en profiter pour capturer la province de Xu, puis seulement en finir avec Lü Bu, mais interrogé à ce sujet, Xun Yu pense qu'il est préférable avant tout de renforcer les territoires déjà conquis et de se concentrer sur les récoltes tout en harcelant Lü Bu. L'hiver 194 était en effet marqué par une importante famine à la suite d'une invasion de sauterelles et les paysans devaient recourir au cannibalisme pour survivre. Xun Yu pense qu'une fois les entrepôts à grain pleins, battre Lü Bu ne sera qu'une formalité et il sera possible de poursuivre par une campagne contre Yuan Shu.
Xun Yu argumente également que harceler Lü Bu est nécessaire car si celui-ci devait prendre l'offensive, les paysans seraient obligés de se concentrer plus sur les défenses que sur les récoltes et qu'à long terme, la province de Yan tomberait dans les mains de Lü Bu. Il fait également remarquer que si Cao Cao lance une expédition sur le Xu et venait à échouer, il ne lui resterait alors plus de base d'opérations. Xun Yu pointe également le fait que malgré la mort de Tao Qian, la conquête du Xu est loin de s'annoncer facile : ses habitants ont déjà commencé à monter des défenses et entreposer des réserves et ses habitants gardent un très mauvais souvenir des campagnes précédentes de Cao Cao (d'après la Biographie de Cao le fourbe, les troupes de Cao Cao avaient exterminé des villages entiers, chiens et poulets compris et avaient jeté les cadavres dans les rivières en tel nombre que leur cours s'en est trouvé bouché) qui les inciteraient à faire de la résistance à outrance.
Cao Cao décide de suivre les conseils de Xun Yu et dans les années qui suivent met en place un système agraire, le tuntian, qui sera une des clefs de ses succès militaires futurs. Il affronte Lü Bu, le bat, et parvient à pacifier la province de Yan.
Début 196, l'empereur Xiandi quitte Hedong pour se rendre à Luoyang. Cao Cao pense profiter de cette occasion pour prendre l'empereur sous son aile. Xun Yu lui conseille d'exécuter ce plan, avec pour but sur le long terme d'utiliser le symbole que représente l'empereur pour unifier la Chine. Cao Cao s'exécute et part à Luoyang pour escorter l'empereur à Xuchang dont il fait la nouvelle capitale. Cao Cao se fait nommer maréchal par l'empereur, et promet Xun Yu au rang de conseiller impérial (漢侍中) et magistrat gardien des écrits (守尚書令).
Dès lors, Xun Yu s'occupe en permanence des affaires domestiques importantes et c'est toujours vers lui que Cao Cao se tourne pour les questions d'administration, même lorsqu'il est en campagne. D'après le Dian Lüe, Xun Yu s'acquitte de ses fonctions avec humilité, sans jamais abuser de sa position.
Xun Yu conseille à Cao Cao de recourir aux services de son neveu Xun You, ou à ceux de Zhong Yao si jamais il n'était pas disponible. Il recommande à la fonction de conseiller militaire Xi Zhicai, qui venait du même district que lui. Cependant dès octobre 196, Xi Zhicai meurt et Xun Yu recommande en remplacement un autre de ses compatriotes, le stratège Guo Jia. Ces deux personnes n'étaient pas à l'époque reconnues pour leurs aptitudes mais se révèlent être particulièrement brillantes et Xun Yu passe alors pour être quelqu'un sachant reconnaître le talent chez les autres.

### Bataille de Guandu
À cette époque, les principaux rivaux de Cao Cao sont Lü Bu à l'est, Zhang Xiu et Liu Biao au sud, et Yuan Shao au nord. Les rapports entre Yuan Shao et Cao Cao se dégradent considérablement lorsque Cao Cao prend l'empereur sous sa coupe. En outre, Yuan Shao avait récemment annexé de nombreux districts et contrôle de loin le plus grand territoire. Lorsqu'en février 197 Zhang Xiu inflige une défaite à Cao Cao, Yuan Shao envoie à Cao Cao une lettre extrêmement grossière et arrogante qui met Cao Cao en fureur si bien que son comportement s'en trouve affecté. Tandis qu'à la Cour la plupart pensent que le comportement de Cao Cao devait s'expliquer par le fait qu'il devait être en train de ruminer sa défaite contre Zhang Xiu, Xun Yu s'étonne que Cao Cao puisse manifester tant de dépit pour un événement relativement insignifiant et part donc lui demander la cause de son énervement. Cao Cao lui présente alors la lettre de Yuan Shao et manifeste son intention de lancer une expédition punitive mais craint de ne pas être assez puissant.
Finalement, en février 199, Cao Cao vient définitivement à bout de Lü Bu et en décembre Zhang Xiu se soumet à lui. Ces menaces éliminées, il se tourne vers Yuan Shao. Lors des discussions stratégiques, le conseiller Kong Rong fait remarquer que Yuan Shao bénéficie de nombreux avantages : supériorité numérique écrasante ; des stratèges capables à son service comme Tian Feng et Xu You ; des officiers loyaux comme Shen Pei et Feng Yi ; et enfin de valeureux guerriers Yan Liang et Wen Chou. Kong Rong conclut que Yuan Shao sera un adversaire redoutable et difficile à vaincre. Xun Yu ne partage pas cet avis : selon lui, les troupes de Yuan Shao sont nombreuses mais sans aucune discipline ; Tian Feng a beau être courageux, il est trop brusque avec ses supérieurs ; Xu You est trop avide et manque de maîtrise de soi ; Shen Pei est certes loyal mais stupide et Feng Ji ne pense qu'à ses propres intérêts. Xun Yu opine enfin qu'il sera facile de pousser Xu You à trahir Yuan Shao, et de capturer Yan Liang et Wen Chou dès la première bataille.
L'affrontement a lieu à Guandu à partir de février 200. Au mois d'octobre, Cao Cao, assiégé, et ses vivres presque épuisés, considère battre en retraite et écrit à Xun Yu pour lui demander son avis. Xun Yu lui répond qu'au contraire il est vital de tenir le siège : Cao Cao a réussi jusqu'ici à bloquer l'avancée de Yuan Shao pendant plus de six mois avec une armée dix fois inférieure en nombre et des opportunités ne devraient pas tarder à apparaître. Cao Cao suit le conseil de Xun Yu et entreprend de mener une guerre de guérilla qui lui permet de brûler les chariots de ravitaillement de Yuan Shao, ainsi que ses entrepôts. Entretemps, comme l'avait prévu Xun Yu, Xu You abandonne Yuan Shao, Yan Liang et Wen Chou sont tués sur le champ de bataille et Tian Feng est exécuté par Yuan Shao pour l'avoir sermonné trop vertement. Finalement, grâce aux conseils de Xun Yu, le siège de Guandu s'achève en novembre par une victoire totale de Cao Cao.

### Conquête du nord
Vers mai 201, Cao Cao considère ses options : sa victoire contre Yuan Shao ayant relâché la pression, il pense profiter de l'occasion pour attaquer Liu Biao au sud. Xun Yu s'y oppose : tant que le moral de Yuan Shao est bas, il est nécessaire de conquérir ses territoires une fois pour toutes car s'il venait à récupérer ses forces tandis que Cao Cao est en campagne contre Liu Biao, Cao Cao se trouverait pris en tenaille. Cao Cao décide de suivre les conseils de Xun Yu et entreprend la conquête des territoires de Yuan Shao. En juin 202, Yuan Shao meurt et Cao Cao affronte ses héritiers, Yuan Tan et Yuan Shang.
En 203, en récompense de ses services, Cao Cao fait nommer Xun Yu marquis de Wansui (萬歲亭侯) et fait inscrire ses accomplissements dans les annales. Xun Yu refuse le titre, estimant ne pas s'être suffisamment illustré sur un champ de bataille pour le mériter, puis cède sous l'insistance de Cao Cao.
En 204, Cao Cao conquiert Ye et est nommé protecteur de la province de Ji par l’empereur. Plusieurs de ses conseillers lui suggèrent de restaurer les neuf provinces originelles de la Chine à l’intérieur de la province de Ji. Xun Yu s’y oppose formellement, car cela reviendrait à inclure dans la province de Ji de nombreux territoires qui ne sont pas directement contrôlés par Cao Cao. Or, depuis la victoire de Cao Cao sur Yuan Shao et ses fils, les autres seigneurs de guerre se méfient de lui et risqueraient de prendre cette décision pour une déclaration de guerre ou une invitation à la sédition et en fin de compte, l’unification de l’empire serait compromise. Xun Yu suggère plutôt d'achever la conquête du nord et faire reconstruire l’ancienne capitale puis d'attaquer après la province de Jing. Une fois l’unification de l’empire achevée il sera temps de restaurer les anciennes institutions. Cao Cao suit les conseils de Xun Yu et abandonne pour le moment l’idée de restaurer les neuf provinces.
Plus tard, Cao Cao donne une de ses filles en mariage à Xun Yun, le fils de Xun Yu. Dans les générations à venir, ce mariage assurera à cette branche du clan Xun une position de choix à la Cour, lorsque le clan Cao fondera sa propre dynastie.
En 207, Cao Cao double la taille du fief de Xun Yu qui passe de mille à deux mille foyers malgré les réticences de Xun Yu. Cao Cao tente également de lui offrir un des postes des Trois ducs, mais Xun Yu refuse plus d’une dizaine de fois jusqu’à ce que Cao Cao cède.
Vers cette époque, Cao Cao lance une campagne contre Liu Biao et suit le schéma tactique proposé par Xun Yu d’attaquer Wan et Ye. Avant l’arrivée de Cao Cao, Liu Biao meurt de maladie et son fils Liu Zong lui succède. Xun Yu prévoit avec justesse que celui-ci se soumettra à Cao Cao sans livrer bataille et lui offrira sa province.

### Mort
En 212, de nombreux conseillers pressent Cao Cao de se faire proclamer duc de Wei et de se faire administrer les neuf sacrements. Cao Cao demande en privé à Xun Yu son opinion et celui-ci répond que Cao Cao devrait rester humble, loyal envers la dynastie, et vertueux envers le peuple. Cette réponse déplaît à Cao Cao et celui-ci, ne désirant pas offrir à Xun Yu l’occasion d’exprimer cette opinion en public, profite d’une campagne contre Sun Qian pour écarter Xun Yu de la capitale en l’envoyant à Qiao. En arrivant à Shouchun, Xun Yu tombe malade.
Les circonstances de la mort de Xun Yu varient selon les récits. Selon sa biographie officielle dans le San Guo Zhi, il meurt de chagrin de voir son maître écarter ses conseils, à l’âge de quarante-neuf ans. Selon les annales du clan Wei, Cao Cao envoie à Xun Yu une boîte de nourriture vide. Comprenant que Cao Cao lui signifie ainsi que c’est la fin de sa carrière de conseiller, il se suicide en avalant du poison. Selon la Biographie parallèle de Xun Yu, sur son lit de mort, Xun Yu brûle toutes ses lettres et écrits afin que les conseils et stratégies qu’il avait soumises à Cao Cao au cours de sa carrière restent secrètes. Selon les Annales de l’empereur Xiandi, Xun Yu prend connaissance du complot de l’impératrice Fu contre Cao Cao mais le garde longtemps secret et lorsque Cao Cao l’apprend, il perd toute confiance en Xun Yu et l’écarte de toutes les décisions importantes jusqu’à ce que celui-ci meure à Shouchun. Plus tard circule une rumeur selon laquelle Xun Yu se suicida pour ne pas avoir à exécuter l’ordre de Cao Cao de faire exécuter l’impératrice Fu. Le récit des Annales de l’empereur Xiandi fut cependant fortement remis en cause par l’historien Pei Songzhi.
Son fils, Xun Yun, hérita de son titre.
Après la mort de Xun Yu, Cao Cao fait fi de plusieurs des conseils que lui avaient donné celui-ci. En février 213, Cao Cao fait restaurer les neuf provinces. Le 16 juin 213, il se fait proclamer duc de Wei, puis le 29 mai 216, roi de Wei.